# Andrzej Szczeklik

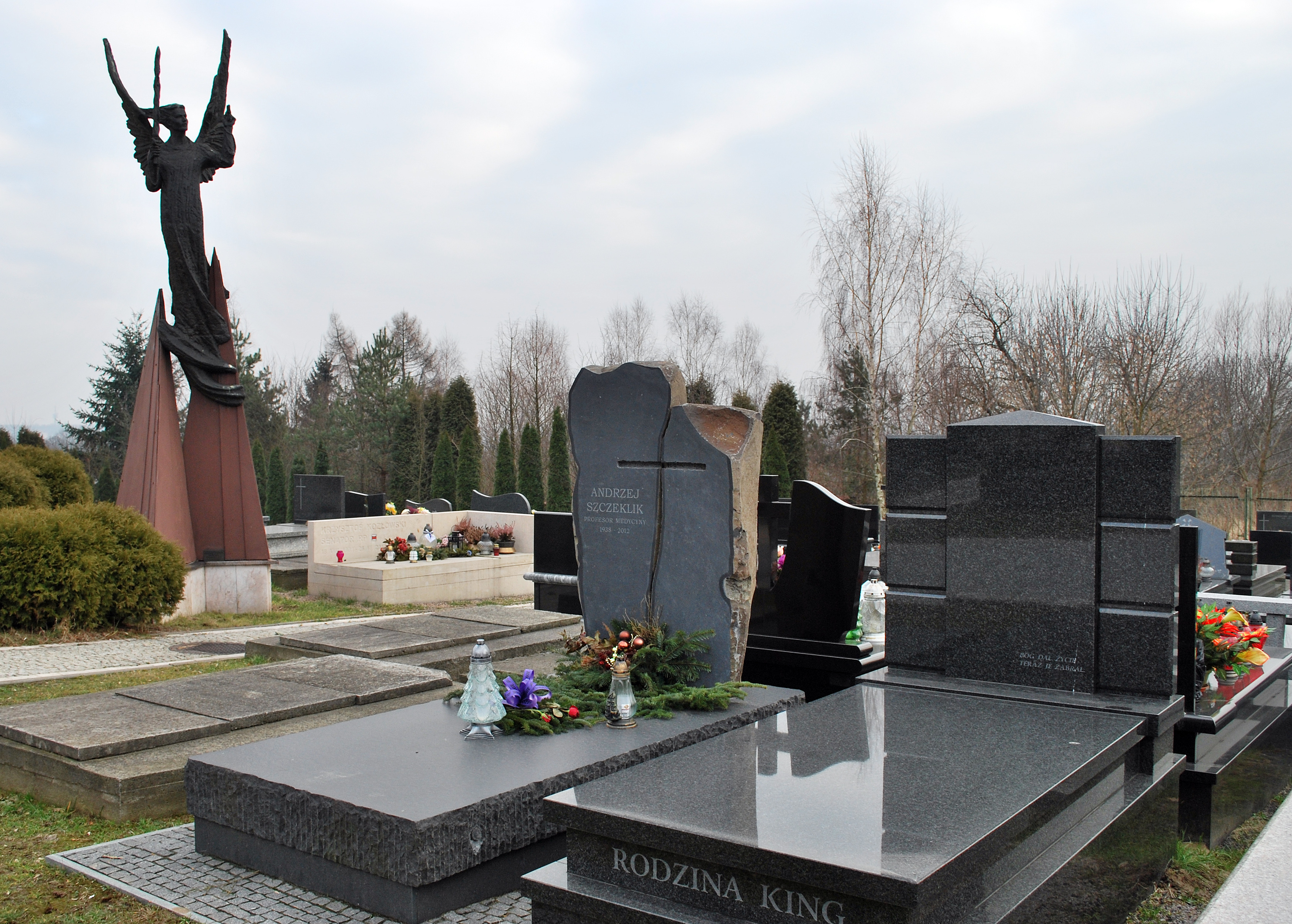
Grób Andrzeja Szczeklika na cmentarzu Salwatorskim

Andrzej Tadeusz Szczeklik (ur. 29 lipca 1938 w Krakowie, zm. 3 lutego 2012 tamże) – polski lekarz-naukowiec, profesor Kliniki Chorób Wewnętrznych Uniwersytetu Jagiellońskiego, pisarz eseista i filozof medycyny, wiceprezes Polskiej Akademii Umiejętności, animator Akademii Młodych „PAUeczka Akademicka”. Zajmował się pracą naukową z zakresu kardiologii i pulmonologii.

## Biografia i działalność naukowa
Urodził się w Krakowie, w rodzinie Edwarda, lekarza-kardiologa, i Marianny z Gruszczyńskich (1902–1996). Jego młodszy brat Jerzy (1939–2017), był także lekarzem. W Krakowie uczęszczał do szkoły podstawowej oraz ukończył I Liceum Ogólnokształcące im. B. Nowodworskiego, a w 1955 Średnią Szkołę Muzyczną. W roku 1961 uzyskał dyplom na Wydziale Lekarskim Akademii Medycznej w Krakowie. Dalej kształcił się na stażach naukowych w Stanach Zjednoczonych: Monmouth Medical Center, New Jersey (1962–1963) i w Szwecji: biochemia medyczna w Karolinska Institutet w Sztokhomie oraz na Uniwersytecie w Uppsali (1970). W roku 1963 rozpoczął pracę w III Klinice Chorób Wewnętrznych Akademii Medycznej we Wrocławiu. W 1966 roku uzyskał stopień naukowy doktora medycyny, a w 1969 doktora habilitowanego z zakresu chorób wewnętrznych. W 1979 roku otrzymał tytuł profesora nadzwyczajnego, a w 1989 profesora zwyczajnego.
Od stycznia 1972 roku objął kierownictwo Kliniki Akademii Medycznej w Krakowie. W latach 1990–1993 był rektorem Akademii Medycznej w Krakowie. Andrzej Szczeklik doprowadził do włączenia wydziałów medycznych do Uniwersytetu Jagiellońskiego. W latach 1993–1996 pełnił funkcję prorektora ds. Collegium Medicum Uniwersytetu Jagiellońskiego. Od roku 1994 członek Papieskiej Akademii Nauk.
W 1975 roku przedstawił teorię rozwoju postaci astmy oskrzelowej, tzw. astmy aspirynowej.
W latach 70. prowadził badania nad prostacykliną i przyczynił się do wprowadzenia analogów prostacykliny do farmakoterapii.
Od 2009 roku był członkiem Społecznego Komitetu Odnowy Zabytków Krakowa (SKOZK).
Andrzej Szczeklik był autorem i współautorem ok. 600 prac naukowych, publikowanych w czasopismach międzynarodowych i krajowych. Wydał również kilka monografii i podręczników, także za granicą.
Autor książek przetłumaczonych na język angielski, niemiecki, hiszpański, węgierski, i litewski:
1. Katharsis. O uzdrowicielskiej mocy natury i sztuki (Znak, Kraków 2002),
2. Kore – O chorych, chorobach i poszukiwaniu duszy medycyny (Znak, Kraków 2007)
3. Nieśmiertelność. Prometejski sen medycyny (Znak, Kraków 2012)

Był członkiem Papieskiej Akademii Nauk, PAU, PAN i wielu innych towarzystw naukowych. Został uhonorowany tytułem doktora honoris causa uniwersytetów medycznych we: Wrocławiu (1999), Warszawie (2002), Katowicach (2002), i w Łodzi (2003) oraz Uniwersytetu Jagiellońskiego (2009).
Był kierownikiem II Katedry Chorób Wewnętrznych Collegium Medicum Uniwersytetu Jagiellońskiego.
Od listopada 2010 do swojej śmierci był członkiem Faculty of 1000.
Od 1967 był żonaty z Marią z Rejmanów, miał dwóch synów: Michała i Wojciecha i córkę Annę.
Zmarł w Krakowie z powodu zawału serca połączonego z zapaleniem płuc. Pochowany 8 lutego 2012 na cmentarzu Salwatorskim (sektor X-9-11).

## Słuch absolutny
W roku 2014 ukazała się książka pt. Słuch absolutny – wywiad-rzeka, przeprowadzony z prof. Andrzejem Szczeklikiem przez jego przyjaciela i wydawcę, Jerzego Illga. Autor podjął próbę znalezienia odpowiedzi na pytania, co ukształtowało osobowość bohatera książki – jaki dom? jakie lektury? jacy mistrzowie? jakie okoliczności? Na obwolucie książki zamieszczono m.in. zdania:

 Leczył najwybitniejszych polskich pisarzy i artystów: Lema, Miłosza, Szymborską, Wajdę, Tischnera, Mrożka. Znany z gry na fortepianie w Piwnicy pod Baranami i z brawurowej jazdy na nartach, był jedną z najbarwniejszych postaci Krakowa. Jego błyskotliwe książki o medycynie: Katharsis, Kore i Nieśmiertelność, stały się bestsellerami nie tylko w Polsce.

Był rzadko spotykanym typem Wielkiego Lekarza, uczonym i humanistą, zadziwiał erudycją i wiedzą z wielu dziedzin – od historii medycyny i jej najnowszych odkryć, poprzez mitologię, alchemię, astrologię, historię sztuki, po muzykologię i poezję. Oddany swemu powołaniu i pacjentom, był Andrzej Szczeklik prawdziwym autorytetem, człowiekiem niezłomnych zasad, bezkompromisowo broniącym etosu swojej profesji, a jednocześnie ciepłym i serdecznym.

Anna Dymna, jedna z pacjentek, napisała:

Wielki Lekarz i humanista profesor Andrzej Szczeklik umiał słuchać drugiego człowieka. Jego „słuch absolutny” pomagał nam żyć i często nas ratował.

## Publikacje

### Książki
- 1971: Zawał serca
- 1979: Sercu na ratunek
- 2002: Katharsis. O uzdrowicielskiej mocy natury i sztuki
- 2006: Choroby wewnętrzne – podręcznik lekarski
- 2007: Kore. O chorych, chorobach i poszukiwaniu duszy medycyny
- 2009: Choroby wewnętrzne 2009 - kompendium
- 2009: Katharsis
- 2012: Nieśmiertelność. Prometejski sen medycyny
- 2014: Słuch absolutny. Andrzej Szczeklik w rozmowie z Jerzym Illgiem

## Ordery i odznaczenia
- Krzyż Komandorski z Gwiazdą Orderu Odrodzenia Polski (2009)[22]
- Order Ecce Homo „za bezinteresowność i profesjonalizm, za wielkie serce oraz ujmującą wrażliwość duchową w obszarze medycyny i sztuki“ (2008)
- Srebrny Medal Honorowy za Zasługi dla Województwa Małopolskiego (2012, pośmiertnie)[23]

## Nagrody i wyróżnienia
- 1995 – „Krakowianin Roku” (wraz z Józefem Tischnerem)
- 1995 – członkostwo honorowe The Royal College of Physicians w Londynie za odkrycie zaburzeń krzepnięcia krwi w chorobach serca
- 1997 – Lancet Invesigators Award czasopisma „The Lancet” za odkrycie podłoża genetycznego astmy oskrzelowej (wraz z Markiem Sanakiem)
- 1998 – Nagroda Fundacji na rzecz Nauki Polskiej w dziedzinie nauk przyrodniczych i medycznych „za wykrycie mechanizmu przeciwzakrzepowego działania aspiryny oraz badania nad patogenezą i metodami leczenia astmy oskrzelowej indukowanej aspiryną”[24]
- 1999 – tytuł doktora honoris causa Akademii Medycznej we Wrocławiu
- 2001 – nagroda Amerykańskiej Akademii Alergii i Immunologii
- 2001 – tytuł doktora honoris causa Akademii Medycznej w Warszawie
- 2002 – tytuł doktora honoris causa Śląskiej Akademii Medycznej w Katowicach[11]
- 2002 – Nagroda Krakowska Książka Miesiąca (za książkę Katharsis. O uzdrowicielskiej mocy natury i sztuki)
- 2003 – tytuł doktora honoris causa UM w Łodzi
- 2008 – Nagroda Totus („za świadectwo głębokiego humanizmu, inspirowane nauczaniem Jana Pawła II, przekazywane w życiu i twórczości”)
- 2008 – nagroda Clemensa von Pirquet przyznana przez Europejską Akademię Alergologii i Immunologii Klinicznej
- 2008 – tytuł „Ambasador Polszczyzny w Piśmie” przyznany przez Radę Języka Polskiego[25]
- 2008 – nominacja do Nagrody Literackiej Nike za Kore – O chorych, chorobach i poszukiwaniu duszy medycyny[26]
- 2009 – tytuł doktora honoris causa UJ Kraków
- 2012 – Nagroda Imienia Św. Kamila, przyznana pośmiertnie („w dowód uznania za całokształt pracy naukowej, nieskazitelną postawę lekarza humanisty oraz skuteczne odkrywanie duszy w medycynie”)[27]

## Upamiętnienie
Podręcznik chorób wewnętrznych wydawany od 2005 roku pod redakcją prof. Andrzeja Szczeklika, po jego śmierci, decyzją wydawcy został przemianowany na „Internę Szczeklika”, dla upamiętnienia jego wkładu w to dzieło i współpracę z wydawcą (Medycyna Praktyczna).
Prof. Andrzej Szczeklik został patronem założonego przez niego w 2011 roku konkursu literackiego pn.: Ogólnopolski Konkurs Literacki dla Lekarzy im. Prof. Andrzeja Szczeklika „Przychodzi wena do lekarza”. Organizatorami konkursu są wydawnictwo Medycyna Praktyczna i Naczelna Izba Lekarska (od VI edycji).
23 września 2013 roku II Klinika Chorób Wewnętrznych Collegium Medicum UJ została nazwana imieniem prof. Andrzeja Szczeklika. Na korytarzu kliniki odsłonięto pamiątkową tablicę ku czci jej patrona, z cytatem papieża Jana Pawła II: Zadaniem każdego człowieka jest być twórcą własnego życia: człowiek ma uczynić z niego arcydzieło sztuki.